# 松本啓二
松本 啓二（まつもと けいじ、1940年9月27日 - 2008年11月8日）は、日本の弁護士。京都府出身。元森・濱田松本法律事務所特別顧問。

## 人物
渉外金融法務（特にキャピタル・マーケット分野）において高名であった。森・濱田松本法律事務所を退職後は、松本法律事務所を設立するとともに、特定非営利活動法人マネジメントアシストを設立し理事長を務めるなどしてなお活躍していた。

## 略歴
- 1963年3月　東京大学法学部卒業
- 1965年4月　司法修習修了（17期）後、弁護士登録（第二東京弁護士会）、森良作法律事務所入所
- 1968年　　森良作法律事務所パートナー
- 1971年6月　米国コロンビア大学コロンビア・ロー・スクール卒業（LL.M.）
- 1971年7月　米国リード・アンド・プリースト法律事務所（ニューヨーク）トレイニー
- 1972年7月　柳田濱田法律事務所パートナー
- 1975年2月　　柳田法律事務所との分裂に伴う改組により、濱田松本法律事務所パートナー
- 2002年12月　森綜合法律事務所との統合に伴い、森・濱田松本法律事務所特別顧問
- 2007年12月31日　森・濱田松本法律事務所を退職して、松本法律事務所を開設し、同事務所代表。

## 著作
- 「国際法律業務と弁護士法」ジュリスト681号（1979年）
- 「ベンチャーベジネスとキャピタルを取りまく法律環境」経営法務 （1984年）
- 鴻常夫＝北沢正啓（編）『英米商事法辞典』（寄稿）（商事法務研究会、1986年）
- “International Agency, Distribution and Licensing Agreements” Fourth Edition, Sweet & Maxwell 2003 (Japanese section)
- “Doing Business in Japan, Part 8 Securities Transactions” Matthew Bender, 2005
- 『クロス・ボーダー証券取引とコーポレート・ファイナンス―その実務と資本市場の黒子達』（金融財政事情研究会、2006年）
- 「会社法のもとにおけるユーロ新株予約権付社債の実務」国際商事法務34巻11号（2006年）